# Desmodium glutinosum
Desmodium glutinosum är en ärtväxtart som först beskrevs av Carl Ludwig von Willdenow, och fick sitt nu gällande namn av Alphonso Wood. Desmodium glutinosum ingår i släktet Desmodium och familjen ärtväxter. IUCN kategoriserar arten globalt som livskraftig. Inga underarter finns listade i Catalogue of Life.